# Marco Siffredi
Marco Siffredi (Chamonix, 22 maggio 1979 – Everest, 8 settembre 2002) è stato un alpinista e snowboarder francese.
Nato in una famiglia di esperti alpinisti italiani (suo padre era una guida alpina e anche un suo fratello era un buon alpinista), si appassionò molto presto allo sport estremo della discesa delle montagne con lo snowboard. Dopo aver stabilito diversi primati per la discesa di montagne con lo snowboard, morì all'età di 23 anni scendendo dalla cima dell'Everest con lo snowboard.

## Realizzazioni

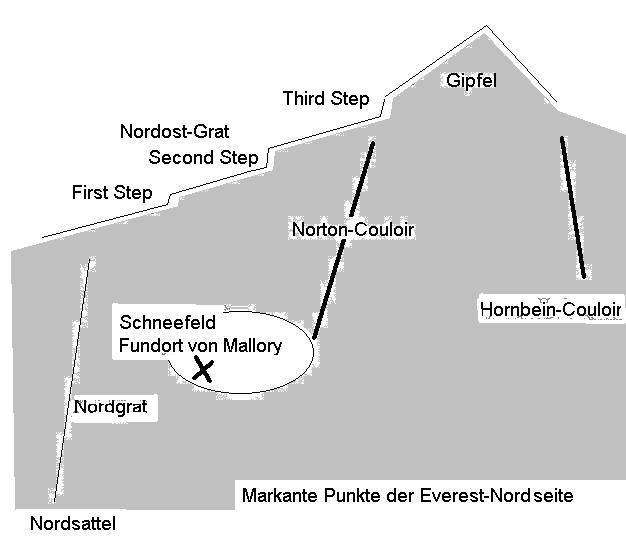
Punti notevoli della parete nord dell'Everest.

Nel maggio 1996 scese in snowboard dalla parete nord dell'Aiguille du Midi del monte Bianco, lungo la pista Mallory, una discesa di 1000 metri con passaggi di oltre 50 gradi.
Nel 1998, come preparazione a scalate nell'Himalaya, scalò il Tocilarajo in Perù (6032 m) con Philippe Forte e René Robert, per poi scendere in snowboard.
Il 17 giugno 1999 compì la prima discesa in snowboard della parete Nant Blanc della Aiguille Verte del monte Bianco, con passaggi di oltre 55 gradi di pendenza. Nell'autunno dello stesso anno scalò il Dorje Lhakpa (6988 m) in Nepal e compì la prima discesa in snowboard di questa montagna.
Nel giugno del 2000 scalò il Huayna Potosí (6088 m) in Bolivia, e, in autunno, scala il Cho Oyu nell'Himalaya (8201 m), la sesta montagna più alta della Terra.
Il 24 maggio 2001 raggiunse la cima dell'Everest (con l'aiuto dell'ossigeno) assieme a due Sherpa che gli portavano l'attrezzatura. Iniziò poi la discesa lungo il Norton Couloir della parete nord, ma dopo soli 200 metri, a causa del freddo intenso (- 35 °C), si ruppe una cinghia di fissaggio dello snowboard; uno Sherpa lo raggiunse e riuscì a ripararla, dopodiché Siffredi continuò la discesa fino a 6 400 metri di quota, impiegando due ore.
Due giorni prima, il 22 maggio, l'austriaco Stefan Gatt raggiunse la cima da solo e senza usare l'ossigeno. Discese poi con lo snowboard fino a 8 600 metri lungo la parete nord, ma a quella quota, trovando neve molto dura, decise di continuare senza snowboard; alla quota di 7 500 metri, tuttavia, riprese ad utilizzarlo, scendendo fino a 6 450 metri. Ci furono controversie su a chi attribuire la prima discesa dell'Everest in snowboard, in quanto Stefan Gatt scese per primo, ma per circa 1 000 metri senza usare lo snowboard. Il sito everestnews.com attribuì il primato a Marco Siffredi ma il sito snowboarding.transworld.net riconobbe meriti e demeriti ad entrambi, per cui il primato andava condiviso.
Nell'autunno 2001 scalò il Shisha Pangma nell'Himalaya (8027 m) con l'intenzione di fare l'intera discesa in snowboard, ma per il forte vento iniziò ad usarlo solo dalla quota di 7 000 metri.
Nell'agosto 2002 partì per il Nepal con l'intenzione di compiere la prima discesa in snowboard dell'Everest lungo il passaggio Hornbein Couloir. Il 10 agosto lasciò Katmandu con tre Sherpa (Phurba, Pa Nuru e Da Tenzing) in direzione del campo base in Tibet a quota 5 000 metri, che venne raggiunto quattro giorni dopo. Il 7 settembre il gruppo raggiunse il campo avanzato a quota 8300 m.
La cima dell'Everest (8848 m) venne raggiunta nel pomeriggio dell'8 settembre e dopo un'ora di riposo Marco decide di iniziare la discesa. Dato che si stavano accumulando delle nuvole, gli Sherpa gli consigliarono di rinunciare all'impresa, ma egli decise di proseguire. Quando gli Sherpa arrivarono al campo base, non vedendo le tracce dello snowboard, si resero conto che Marco non ce l'aveva fatta.
Dopo alcuni giorni il governo francese inviò un gruppo di alpinisti per ispezionare l'area con la speranza di trovarlo ancora vivo o almeno di poter recuperare la salma, ma videro solo alcune tracce della discesa che terminavano circa 350 metri sotto la cima. Il suo corpo non fu mai ritrovato. Secondo un amico di lunga data, Mike van Westering, Marco si sarebbe addormentato durante una pausa (secondo le stime la discesa dell'Hornbein Couloir fino alla base dello stesso sarebbe durata infatti alcune ore) per non risvegliarsi mai più (la cosiddetta "morte bianca") adducendo che il punto in cui Marco scomparve non presenta rischi rilevanti di caduta.